# Саакян, Георгий Маркарович
Гео́ргий Марка́рович Саакя́н (арм. Գեորգի Սահակյան; 27 марта 1926, Баку, Азербайджанская ССР — 4 июля 2014, Москва) — советский и российский актёр армянского происхождения, член Гильдии актёров и член Союза кинематографистов России.

## Биография
Начал свою актёрскую карьеру в довольно позднем возрасте. Его сходство с Иосифом Сталиным привлекало внимание окружающих, ещё когда он учился в институте, но долгое время он работал инженером-проектировщиком в филиале Всесоюзного института «Оргэнергострой», занимался изобретательством, был одним из авторов установки по опреснению морской воды. Стать актёром ему помогла случайная встреча в Грозном с группой кинематографистов, снимавших фильм о Чечено-Ингушской АССР. В 1978 году по всему СССР шёл поиск похожего на Сталина человека для съёмок фильма «Тегеран-43». Через несколько месяцев Георгий Саакян получил приглашение на пробы и успешно прошёл их. Его дебют в кино оказался настолько удачным, что в дальнейшем его стали приглашать сниматься такие известные режиссёры как Сергей Соловьев, Василий Пичул, Александр Прошкин, Михаил Туманишвили, Савва Кулиш. Всего он снялся в 36 фильмах.
В 1990 году во время армянских погромов в Баку Георгий Саакян был вынужден на пароме бежать из Баку в Красноводск. В дальнейшем переехал в Москву, возглавил «Клуб двойников».
Скончался в Москве 4 июля 2014 года, прощание состоялось 8 июля в Митинском крематории.

## Достижения и награды
- Медаль «Защитнику свободной России» (28 октября 1993 года) — за исполнение гражданского долга при защите демократии и конституционного строя 19 — 21 августа 1991 года[4]
- Член Союза кинематографистов РФ
- Член Гильдии актёров РФ
- Лауреат премии им. Г. К. Жукова

## Фильмография
- 1972 — Город на Кавказе
- 1980 — Тегеран-43 (реж. А.Алов и В. Наумов, «Мосфильм»). Телевариант «Покушение» — Сталин
- 1986 — Эрнст Тельман (реж. Георг Шиман, «ДЕФА»-ГДР)
- 1987 — Смысл жизни (реж. Д.Салимов, «Узбекфильм») — Сталин
- 1989 — Птицам крылья не в тягость (реж. Б.Горошко, «Беларусьфильм») — Сталин
- 1989 — Ералаш — сюжет «Машина времени» (к/с им. Горького) — Сталин
- 1989 — В городе Сочи тёмные ночи (реж. В. Пичул, «Мосфильм») — актёр, игравший Сталина
- 1989 — Чёрная роза — эмблема печали, красная роза — эмблема любви (реж. С. Соловьёв, «Мосфильм») — Сталин
- 1989 — Закон (реж. В. Наумов, «Мосфильм») — Сталин
- 1990 — Десять лет без права переписки (реж. В. Наумов, «Мосфильм») — Сталин
- 1990 — Гол в Спасские ворота (реж. П. Любимов, «Мосфильм»)
- 1990 — Николай Вавилов — натурщик, двойник Сталина
- 1991 — Воздушный экспресс (реж. Г.Гярдушян, «Арменфильм»)
- 1991 — Метамарфозы (документальный фильм, реж. М. Авербух ЦСДФ)
- 1991 — И чёрт с нами! (реж. А. Павловский, Одесская киностудия) — Сталин
- 1991 — Киногласность (реж. Бази, Франция—Россия)
- 1992 — В той области небес… (реж. И.Черницкий, Киевская киностудия им. Довженко) — Сталин
- 1992 — Российска эротика (реж. Анджей Фибик, Польша)
- 1993 — Вперед, за сокровищами гетмана (реж. В.Кастелли, Украина-США) — Сталин
- 1993 — Завещание Сталина (реж. М. Туманишвили, к/с «Глобус») — Сталин
- 1994 — Мастер и Маргарита (реж. Ю.Кара, к/с им. Горького) — Сталин, гость на балу
- 1994 — Железный занавес (реж. С. Кулиш, «Мосфильм») — Сталин
- 1995 — Кровавая бомба (реж. Пик, США)
- 1996 — Не о Сталине (реж. Н. Обухович, «Ленфильм»)
- 1997 — Корабль двойников (реж. В. Комиссаров) — Сталин
- 1997 — Аферы, музыка, любовь (реж. Г.Юнгвальд-Хилькевич, к/с им. Горького) — Сталин
- 1997 — Секретное дело Мао Цзе-Дуна (Китай)
- 1997 — Старые песни о главном 3 (в титрах не указан) (реж. В. Пичул, «Мосфильм» для ОРТ) — актёр, игравший Сталина
- 1998 — 100 лет — 100 кадров (Германия)
- 1998 — Сталин — Саакян (документальный фильм), Германия
- 1998 — Джазмен из Гулага (Фильм об Эдди Рознере. реж. Жако, Франция — Россия)
- 2000 — Игра в любовь (Телеводевиль) — двойник Сталина
- 2001 — 38-я параллель (реж. Вей Лянь Китай, студия «1 августа»)
- 2001 — Кышкин дом — Сталин
- 2001 — Навсегда вместе (Китай)
- 2003 — Война в стакане (реж. Елена Немых, Телефильм)